# Astrik

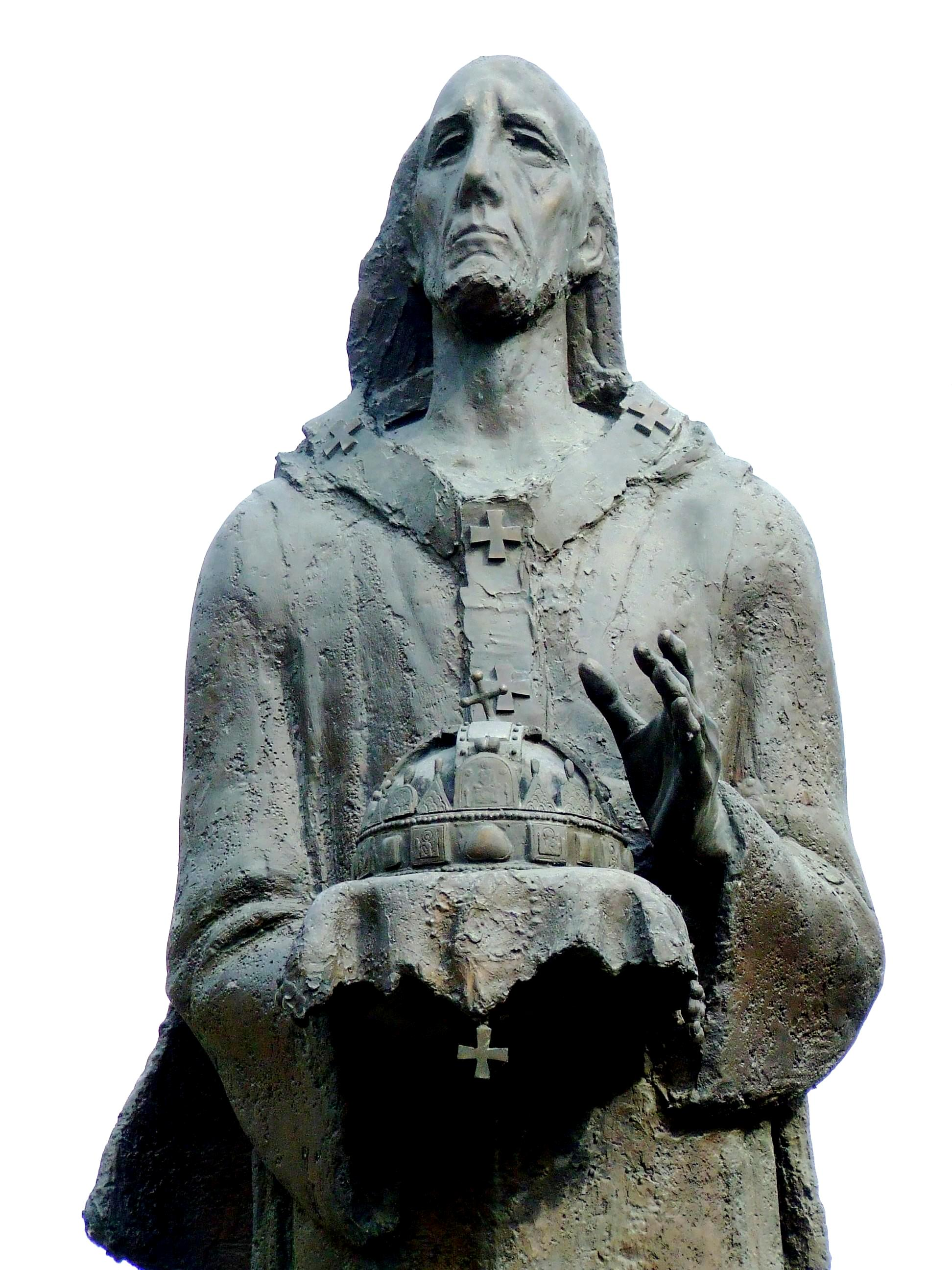
Astrik mit der Stephanskrone, Skulptur von György Benedek in Kalocsa (2000)

Astrik  (ungarische Schreibung Asztrik; auch Anastasius, Astricus oder Ascherich; † 1037) war ein Geistlicher unbekannter Herkunft, der 993 Abt des Stifts Břevnov bei Prag und 1006 erster Erzbischof von Gran (ung. Esztergom) wurde. Er bahnte der Königskrönung des heiligen Stephan von Ungarn den Weg und schuf die Grundlagen der ungarischen Kirchenorganisation. Vielfach wird er „Apostel Ungarns“ genannt. Die Einzelheiten seiner Biografie sind jedoch unsicher und teilweise widersprüchlich überliefert.

## Leben
Über die Herkunft Astriks gibt es unterschiedliche Annahmen. Vermutet wird eine deutsche oder französisch-burgundische Herkunft. Andere Quellen deuten auf tschechische Herkunft. Astrik war Schüler des hl. Adalbert von Prag, den er 993 nach Rom, 996/997 nach Polen begleitete.
Die erste schriftliche Erwähnung stammt aus dem Jahr 993. Damals wurde Astrik erster Abt des Stifts Břevnov. Laut der Gründungsurkunde erhielt er von Papst Johannes XV. das Recht, bischöfliche Insignien zu tragen. Nach dem Aussterben der Slavníkovci verließen die Mönche das Kloster und flüchteten nach Polen. Für die Benediktiner aus Břevnov und anderen böhmischen Klöstern stiftete Bischof Adalbert von Prag im polnischen Meseritz eine Abtei und bestellte seinen Begleiter Astrik zum Abt. Später erhielt er in Subottin, dessen Lage heute unbekannt ist, die Bischofsweihe und sogar das Pallium eines Erzbischofs.
Nach der Schlacht bei Libice (28. September 995) kam Astrik auf Einladung Radlas mit einigen Mönchen nach Ungarn. Später nahm er Verbindung zum ungarischen Hof auf und reiste 1000/1001 nach Rom, um die päpstliche Zustimmung zur Königskrönung Stephans und zur Errichtung der ungarischen Bistümer einzuholen. Als Abt von Pécsvárad und seit etwa 1006 als Erzbischof von Gran und Kalocsa war er der wichtigste kirchliche Mitarbeiter Stephans.
Er wird sowohl in der römisch-katholischen Kirche als auch in der orthodoxen Kirche als Heiliger verehrt, sein Gedenktag ist der 12. November bzw. 14. August.